# 10733 Жорджсанд
10733 Жорджсанд (10733 Georgesand) — астероїд головного поясу, відкритий 11 лютого 1988 року.
Тіссеранів параметр щодо Юпітера — 3,277.